# 董大酉
董大酉（1899年—1973年），男，浙江杭州人，中国建筑师，曾任中国建筑师学会会长。大上海計劃主持建築師。

## 生平
1899年，董大酉出生于浙江杭州。外祖父錢恂，父親董鴻禕。從小隨家人游歷海外，見識廣闊。1910年曾與外祖父一家回其家鄉湖州短住在潛園 (湖州)。居鄉期間錢恂先生曾短期代理湖州中學校長一職，子錢稻孫代課英文，弟錢玄同代課國文。而外孫董大酉則是湖中插班生，與茅盾先生為同學 。1922年毕业于北京清华学校（清华大学的前身）随后赴美国留学。於1924年获明尼苏达大学学士学位，1925年獲該校建築科碩士學位。1926年就讀哥伦比亚大学研究院美術考古科，預備博士論文。1927年进入亨利·墨菲的设计事务所工作。1928年，董大酉返回中国，次年被推选为中国建筑师学会会长。並為中國工程學會會員。1929年，上海特别市政府制定大上海计划，聘请董大酉担任“上海市中心区域建设委员会”顾问，及主任建筑师，负责主持“大上海计划”的城市规划和建筑设计。 
1955年，董大酉任北京公用建筑设计院总工程师。文化大革命中，董大酉作为“反动学术权威”受到迫害。

## 作品
大上海计划的规模相当宏大，在抗日战争爆发前仅完成了道路工程和一些重要的公用建筑。这些重要的建筑作品大多都是董大酉所设计，包括中华民国上海市政府大厦、市政府五局办公楼、上海市立博物馆、上海市立图书馆、上海无名英雄墓、上海市运动场（今江湾体育中心）、上海市立医院及卫生试验所、飞机楼等，在1933年至1937年间建成。这批作品均位于今上海市杨浦区五角场地区，设计风格为中国古典风格，色彩华丽，1990年被列为上海市文物保护单位。
- 青島湛山一路2号宋子文别墅 1930
- 国民革命军阵亡将士公墓纪念塔（灵谷塔），1931年至1933年，南京灵谷寺，全国重点文物保护单位
- 上海諸昌年住宅 （即上海唐紹儀舊居）1932
- 上海市政府大厦  1933 清源环路650号
- 上海市立博物馆  1933 长海路174号
- 上海吳鐵城住宅“望廬”1934
- 上海五角場董大酉自宅 1935
- 上海市立图书馆  1936 黑山路181号
- 上海市运动场
- 上海市立医院及卫生试验所
- 中国航空协会大楼
- 国立山东大学科学馆

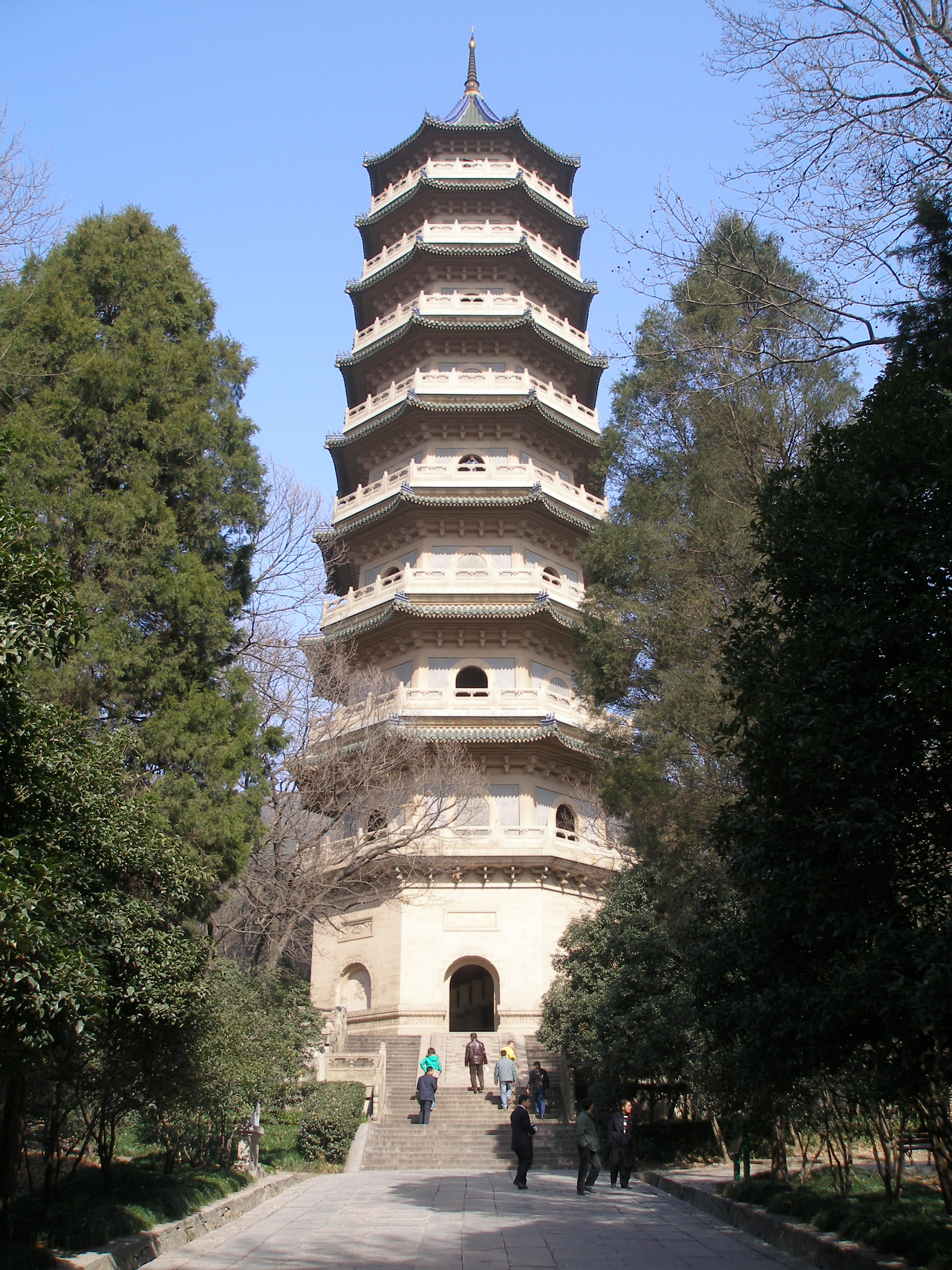
国民革命军阵亡将士纪念塔，现名灵谷塔
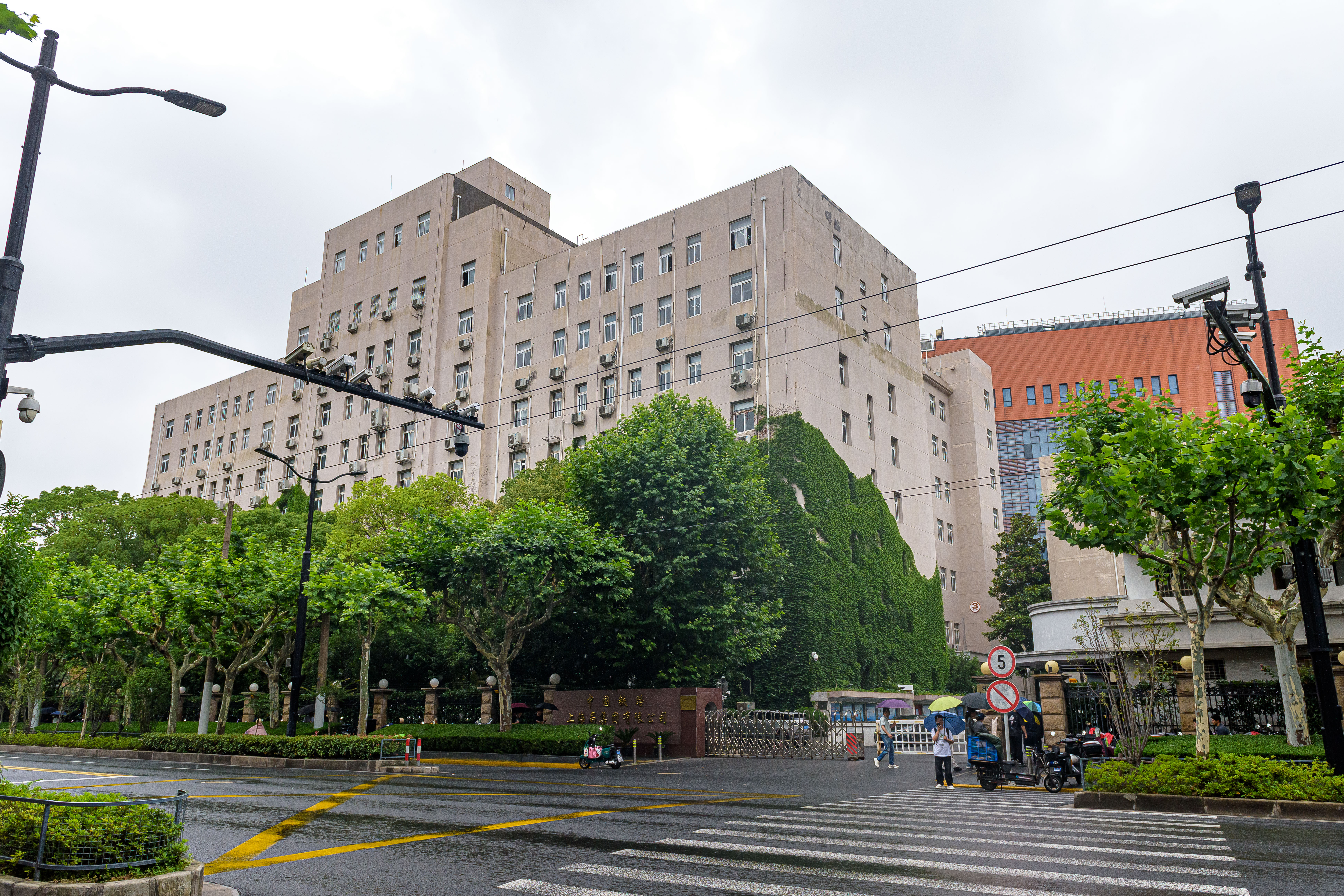
京沪沪杭甬两路管理局大厦，现存建筑已加高二层，为中国铁路上海局集团总部